# آی‌ای‌آی کفیر

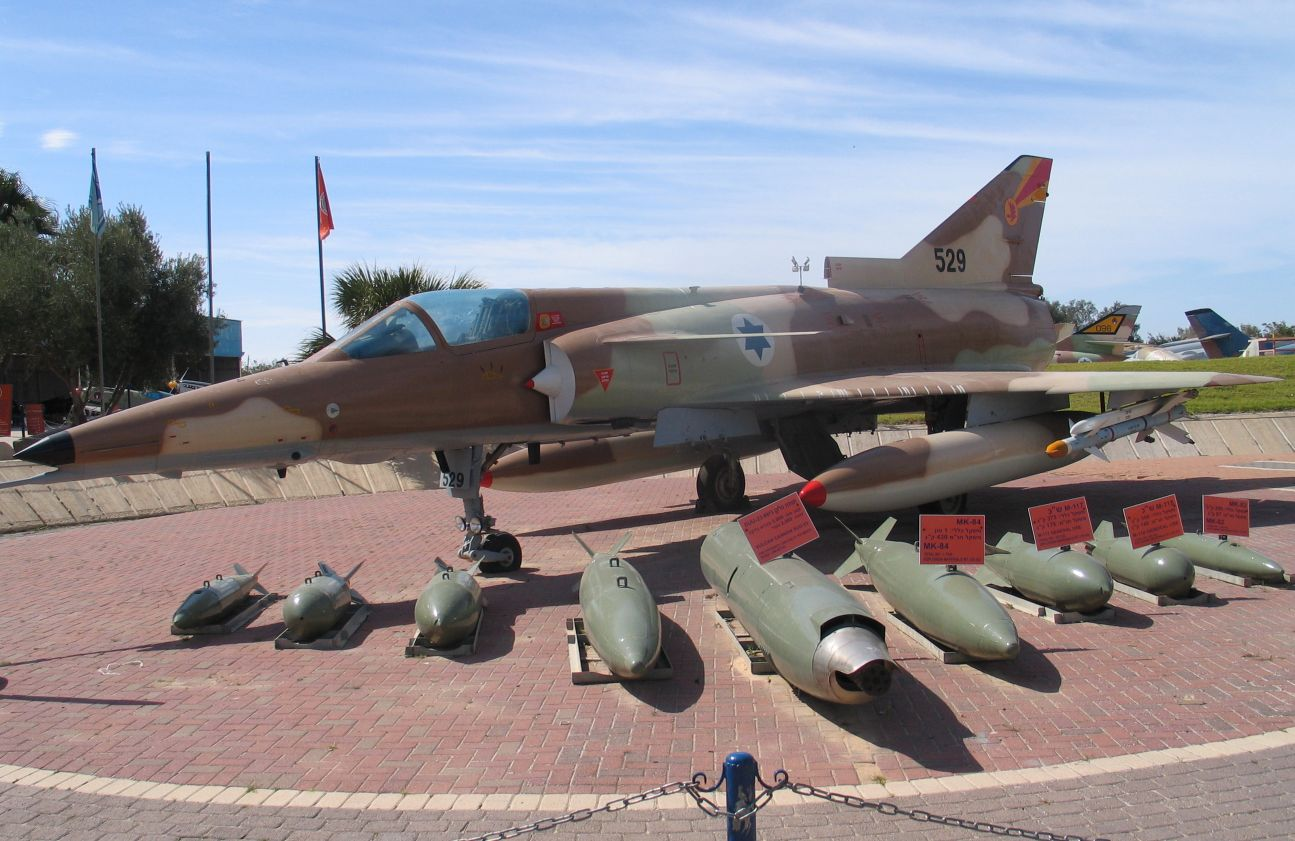
هواپیمای جنگنده کفیر.

کفیر (به عبری: כפיר به معنای: توله شیر) جت جنگنده تک‌موتوره و تک سرنشینه و بال مثلثی اسرائیلی است که با استفاده از بدنه اصلاح‌شده جنگنده فرانسوی داسو میراژ ۵ و سیستم‌های اویونیک و الکترونیک اسرائیلی و مدل تولید اسرائیل موتور جنرال الکتریک- جی۷۹ (موتور اف-۴ فانتوم) توسط صنایع دفاعی اسرائیل طراحی و ساخته شد.
اولین پیش‌نمونه این جنگنده در سال ۱۹۷۳ پرواز کرد و از سال ۱۹۷۶ به طور رسمی به خدمت ارتش اسرائیل درآمد اما عمر آن به عنوان جنگنده برتری هوایی اصلی ارتش اسرائیل بسیار کوتاه بود چراکه در همان سال نخستین جنگنده‌های اف-۱۵ ایگل از آمریکا خریداری شد. در جنگ ۱۹۸۲ لبنان برتری هوایی با جنگنده‌های اف-۱۵ و اف-۱۶ تأمین می‌شد و از کفیر برای عملیات‌های ضربتی حمله به زمین استفاده می‌شد. در مجموع بیش از ۲۲۰ فروند از این جنگنده ساخته شده و هم‌اکنون در سه کشور کلمبیا، سری لانکا و اکوادور مورد استفاده است.
این جنگنده در سال ۱۹۹۶ به طور کامل از واحدهای فعال نیروی هوایی اسرائیل خارج شد. نیروی دریایی و تفنگداران دریایی ایالات متحده، نیروی هوایی کلمبیا، نیروی هوایی اکوادور و نیروی هوایی سریلانکا کاربران خارجی این هواپیما بودند. کفیر در آمریکا با عنوان اف-۲۱ بین سال‌های ۱۹۸۵ و ۱۹۸۹ در جنگ‌های هوایی تمرینی ناهمسان به کار می‌رفت. از کفیر برای شبیه‌سازی جنگنده روسی میگ-۲۳ استفاده می‌شد که مشخصات مشابهی با کفیر از جمله سرعت بسیار بالا و شتاب خوب و مانورپذیری نسبتاً ضعیف داشت.